# 12295 Tasso
12295 Tasso è un asteroide della fascia principale. Scoperto nel 1991, presenta un'orbita caratterizzata da un semiasse maggiore pari a 2,4146713 UA e da un'eccentricità di 0,2110919, inclinata di 3,29919° rispetto all'eclittica.